# GeForce 4
La serie GeForce 4 è la quarta generazione della linea GeForce di unità di elaborazione grafica (GPU) di NVIDIA. Esistono due diverse famiglie GeForce4, la famiglia Ti ad alte prestazioni e la famiglia MX economica. La famiglia MX ha generato una famiglia GeForce4 Go (NV17M) quasi identica per il mercato dei laptop. Tutte e tre le famiglie furono annunciate all'inizio del 2002; i membri all'interno di ciascuna famiglia erano differenziati in base alla velocità del core e del clock della memoria. Alla fine del 2002, c'è stato un tentativo di formare una quarta famiglia, anche per il mercato dei laptop, l'unico membro di essa era la GeForce4 4200 Go (NV28M) che derivava dalla linea Ti.

## GeForce4 Ti

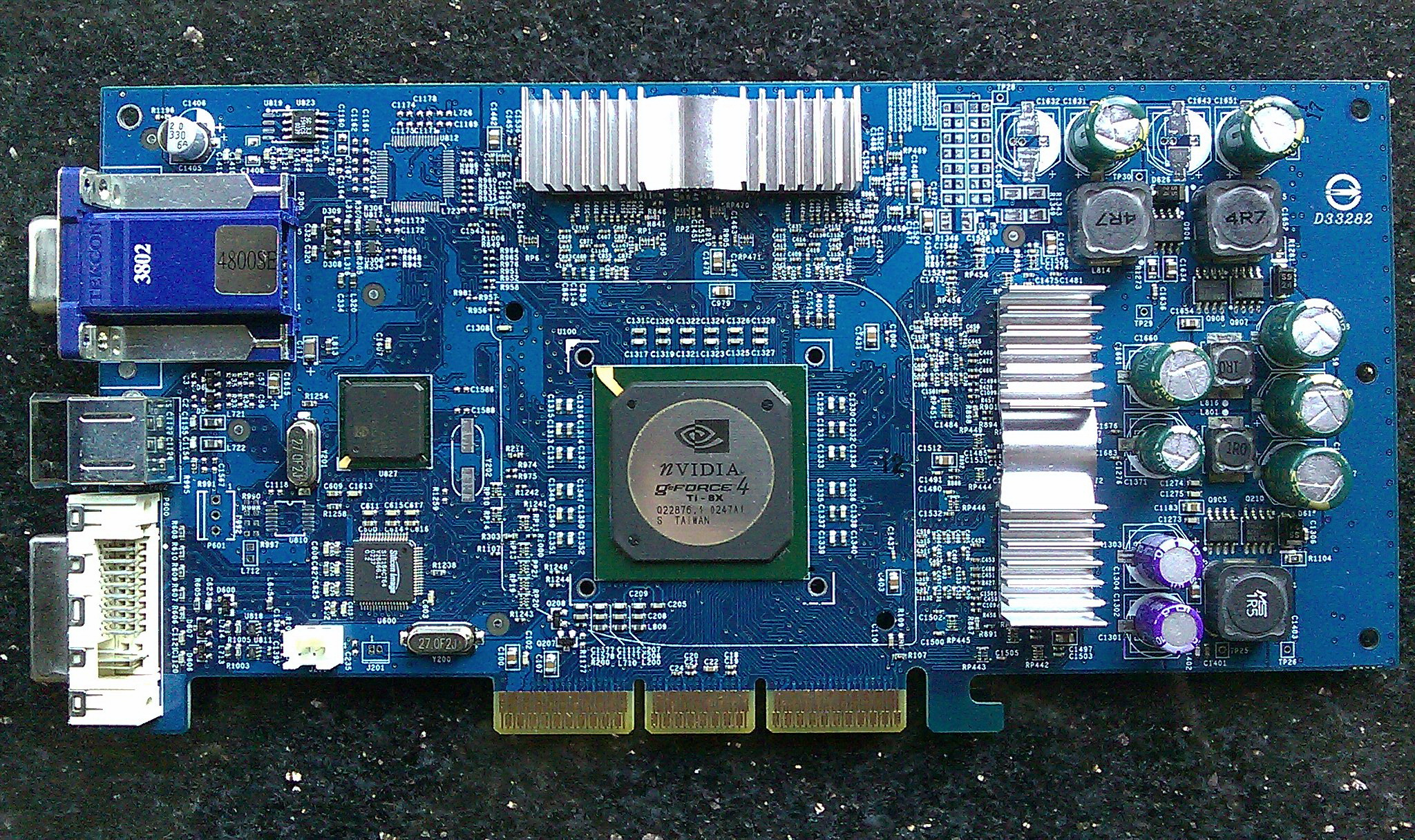
Albatron GeForce4 Ti 4800SE

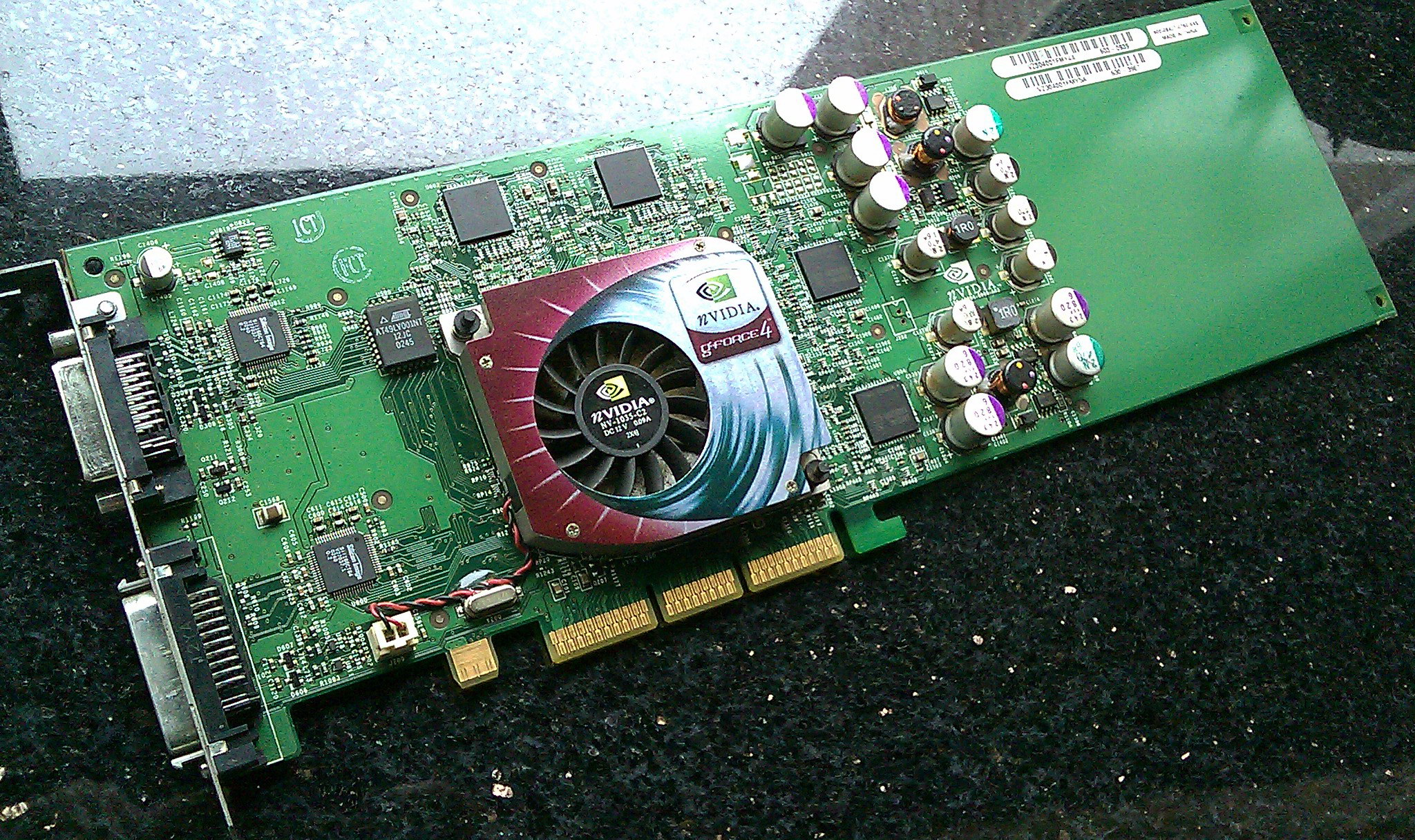
GeForce4 Ti 4600 Mac

### Architettura
La GeForce4 Ti (NV25) è stata lanciata nel febbraio 2002 ed era una revisione della GeForce 3 (NV20). Era molto simile al suo predecessore, le differenze principali erano frequenze di clock del core e della memoria più elevate, un controller di memoria rivisto (noto come Lightspeed Memory Architecture II), pixel shader aggiornati con nuove istruzioni per il supporto Direct3D 8.0a, un vertex shader aggiuntivo (gli shader erano conosciuti come nFinite FX Engine II), anti-aliasing hardware (Accuview AA) e riproduzione di DVD. Per la compatibilità del T&L a funzione fissa di Direct3D 7 è stato implementato come vertex shader. Anche il corretto supporto per doppio monitor (TwinView) è stato ripreso dalla GeForce 2 MX. La GeForce 4 Ti era superiore alla GeForce 4 MX praticamente sotto ogni aspetto, ad eccezione dei costi di produzione, sebbene la MX avesse Nvidia VPE (motore di elaborazione video) che mancava alla Ti.

### Modelli
I primi due modelli erano il Ti4400 e il top di gamma Ti4600. Al momento della loro introduzione, i prodotti principali di Nvidia erano la entry-level GeForce 2 MX, i modelli di fascia media GeForce4 MX (rilasciati contemporaneamente a Ti4400 e Ti4600) e la più vecchia ma ancora ad alte prestazioni GeForce 3 (declassata al fascia medio-alta o nicchia prestazionale). Tuttavia, la Radeon 8500LE di ATI era leggermente più economica della Ti4400 e superava in prestazioni i suoi concorrenti di prezzo, la GeForce 3 Ti200 e la GeForce4 MX 460. La GeForce 3 Ti500 ha colmato il divario prestazionale tra la Ti200 e la Ti4400 ma non poteva essere prodotta abbastanza a buon mercato da competere con la Radeon 8500.
Di conseguenza, Nvidia ha lanciato un modello leggermente più economico: la Ti4200. Anche se inizialmente la 4200 avrebbe dovuto far parte del lancio della linea GeForce4, Nvidia ne aveva ritardato il rilascio per svendere i chip GeForce 3 di prossima interruzione. Nel tentativo di evitare che la Ti4200 danneggiasse le vendite della Ti4400, Nvidia ha impostato la velocità della memoria della Ti4200 a 222 MHz sui modelli con fram buffer di 128 MiB, ben 53 MHz più lento del Ti4400 (che aveva tutti 128 MiB di frame buffer). Modelli con frame buffer di 64 MiB erano impostati a una velocità di memoria di 250 MHz. Questa tattica però non ha funzionato, per due motivi. In primo luogo, la Ti4400 veniva percepito come non abbastanza performante per coloro che cercavano le massime prestazioni (che preferivano la Ti4600), né per coloro che desideravano un buon rapporto qualità-prezzo (che in genere sceglievano il Ti4200), causando così la Ti4400 di essere considerata un inutile compromesso intermedio tra i due. Inoltre, alcuni produttori di schede grafiche hanno semplicemente ignorato le linee guida di Nvidia per la Ti4200 e hanno impostato la velocità della memoria a 250 MHz sui modelli con 128 MiB.
Poi, alla fine del 2002, il core NV25 fu sostituito dal core NV28, che differiva solo per l'aggiunta del supporto AGP 8x. Il Ti4200 con supporto AGP 8x era basato su questo chip e venduto come Ti4200-8X. Una Ti4800SE ha sostituito la Ti4400 e una Ti4800 ha sostituito la Ti4600 rispettivamente quando su queste è stato introdotto il core AGP 8x NV28.
L'unico derivato mobile della serie Ti era la GeForce4 4200 Go (NV28M), lanciata alla fine del 2002. La soluzione presentava lo stesso set di funzionalità e prestazioni simili rispetto alla Ti4200 basato su NV28, sebbene la variante mobile avesse un clock inferiore. Ha superato di gran lunga la Mobility Radeon 9000, oltre ad essere la prima soluzione grafica per laptop DirectX 8 di Nvidia. Tuttavia, poiché la GPU non è stata progettata per lo spazio mobile, ha un rendimento termico simile alla parte desktop. Il 4200 Go mancava anche di circuiti di risparmio energetico come la serie GeForce4 4x0 Go basata su MX o la Mobility Radeon 9000. Ciò ha causato problemi ai produttori di notebook, soprattutto per quanto riguarda la durata della batteria.

## GeForce4 MX

### Architettura

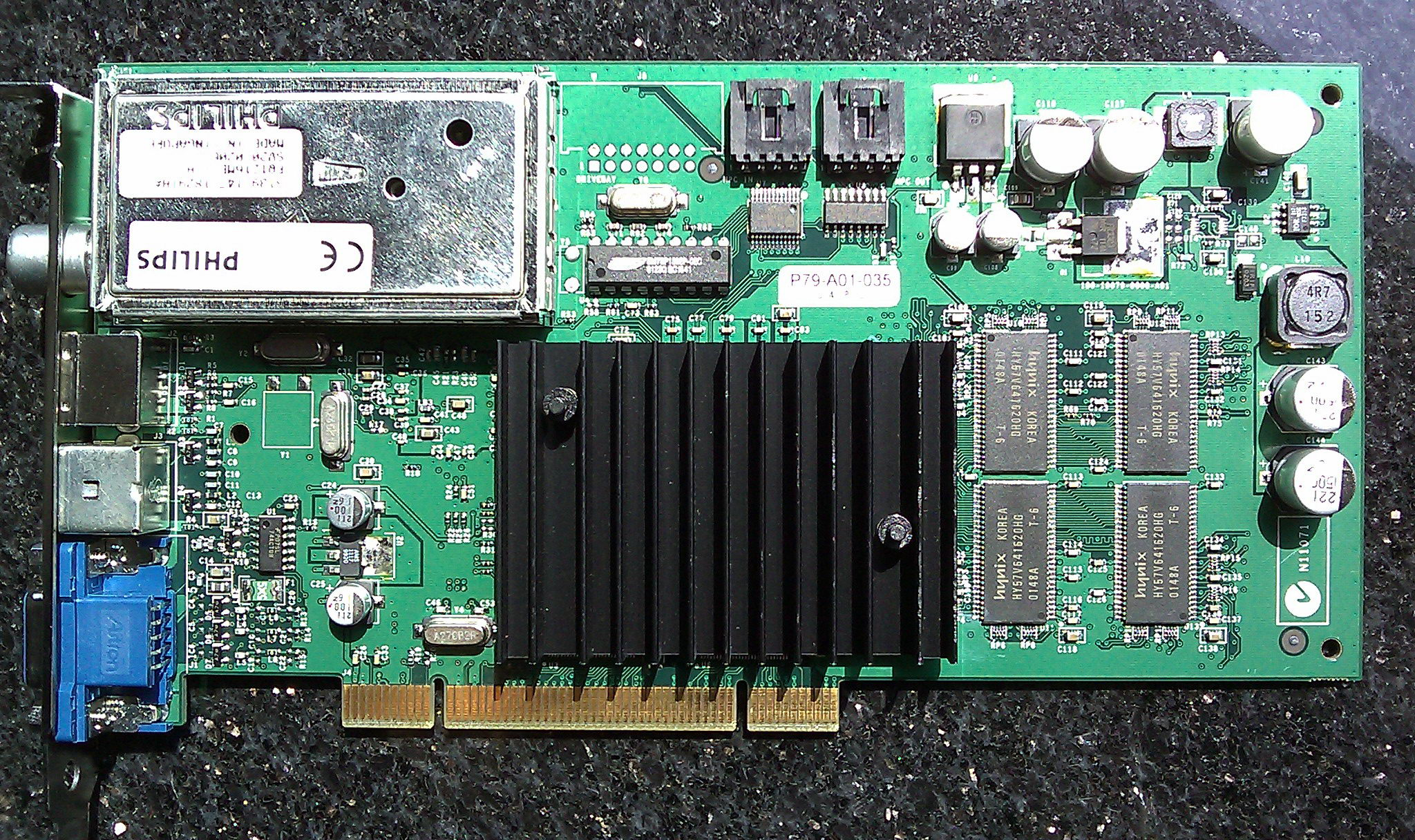
GeForce4 MX420

Sebbene la sua discendenza provenisse dalla GeForce2 della generazione precedente, la GeForce4 MX incorporava tecniche di risparmio della larghezza di banda e tasso di riempimento, supporto per doppio monitor e un'unità anti-aliasing multi-campionamento della serie Ti; il migliorato controller di memoria DDR a 128 bit è stato fondamentale per risolvere le limitazioni di larghezza di banda che affliggevano le linee GeForce 256 e GeForce2. Il suo design prendeva spunto anche da alcuni dei prodotti CAD di fascia alta di Nvidia, e nelle applicazioni non legate al gioco, ma che richiedevano prestazioni elevate, dimostrava di essere particolarmente efficace. L'esempio più notevole è AutoCAD, in cui la GeForce4 MX ha restituito risultati entro una percentuale a una cifra rispetto alle schede GeForce4 Ti più costose.
Molti hanno criticato il nome GeForce4 MX come uno stratagemma di marketing fuorviante poiché era meno avanzato del precedente GeForce3. Nella tabella comparativa delle caratteristiche tra le linee Ti e MX, è stato mostrato che l'unica "caratteristica" che mancava sull'MX era il motore nfiniteFX II, il vertex programmabile DirectX 8 e i pixel shader. Tuttavia, la GeForce4 MX non era solo una GeForce4 Ti senza l'hardware dello shader, poiché le prestazioni dell'MX nei giochi che non utilizzavano gli shader erano notevolmente inferiori a quelle della GeForce4 Ti e della GeForce3.
Nonostante le aspre critiche da parte degli appassionati di giochi, la GeForce4 MX è stata un successo di mercato. Con un prezzo superiore di circa il 30% a quello della GeForce2 MX, forniva prestazioni migliori, la capacità di riprodurre una serie di giochi popolari che la GeForce2 non riusciva a far girare bene, ma soprattutto per un utente poco socialista, suonava come se fosse una "vero" nuova GeForce4. La GeForce4 MX ha avuto particolare successo nel mercato OEM dei PC e ha rapidamente sostituito la GeForce2 MX come GPU più venduta.
Nelle applicazioni video, la GeForce4 MX ha offerto nuove funzionalità, era infatti la prima serie a presentare il motore di elaborazione video Nvidia VPE. È stata anche la prima GeForce a offrire la decodifica hardware-iDCT e VLC (codice a lunghezza variabile), rendendo VPE un importante aggiornamento rispetto al precedente HDVP di Nvidia. Nell'applicazione della riproduzione MPEG-2, VPE potrebbe finalmente competere testa a testa con il motore video ATI.

### Modelli

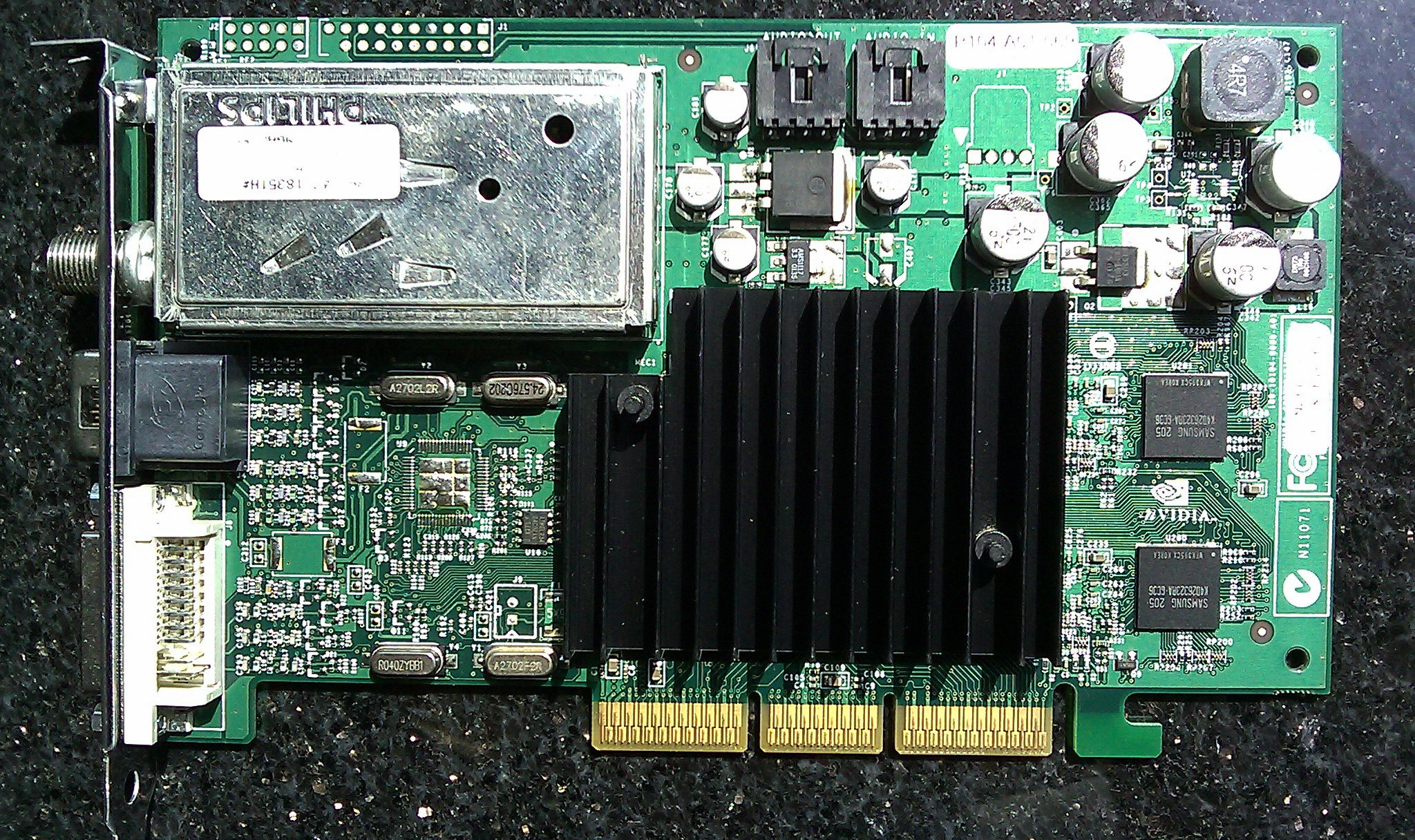
GeForce4 MX440

C'erano 3 modelli iniziali: MX420, MX440 e MX460. L'MX420 aveva solo memoria Single Data Rate (SDR) ed era progettato per PC di fascia molto bassa, sostituendo GeForce2 MX100 e MX200. La GeForce4 MX440 era una soluzione OEM per il mercato di massa, che sostituiva GeForce2 MX/MX400 e GeForce2 Ti. La GeForce4 MX460 inizialmente doveva essere inserita tra la MX440 e la Ti4400, ma l'aggiunta tardiva della Ti4200 alla linea ad un prezzo molto simile (combinata con la GeForce3 Ti200 esistente e la Radeon 8500LE/9100 di ATI, anch'esse similmente prezzo) ha impedito all'MX460 di essere veramente competitivo e il modello presto svanì.
In termini di prestazioni 3D, l'MX420 si è comportato solo leggermente meglio della GeForce2 MX400 e al di sotto della GeForce2 GTS . Tuttavia, questo non è mai stato un grosso problema, considerando il suo pubblico di destinazione. Il prodotto più vicino ad un concorrente diretto dell'MX420 era la Radeon 7000 di ATI. In pratica i suoi principali concorrenti erano soluzioni grafiche integrate nel chipset, come 845G di Intel e nForce 2 di Nvidia, ma il suo vantaggio principale rispetto a quelle era il supporto per più monitor; Le soluzioni Intel non avevano affatto questo e il supporto multi-monitor dell'nForce 2 era molto inferiore a quello offerto dalla serie MX.

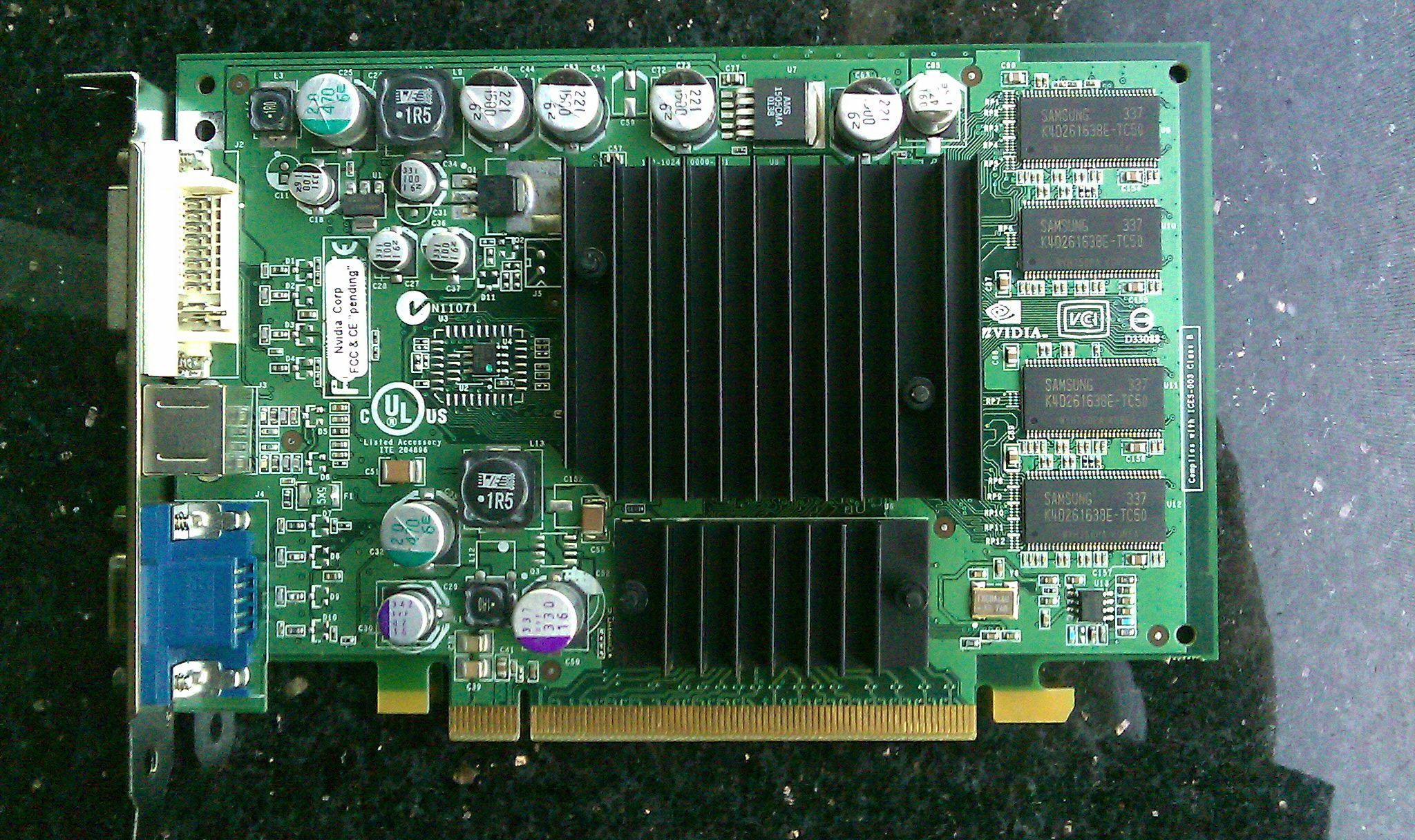
NVIDIA GeForce PCX 4300

L'MX440 si è comportato abbastanza bene per il suo pubblico previsto, superando il suo concorrente più vicino, l'ATI Radeon 7500, così come le GeForce2 Ti e Ultra fuori produzione. Quando ATI lanciò la sua Radeon 9000 Pro nel settembre 2002, aveva prestazioni più o meno identiche alla MX440, ma presentava vantaggi cruciali con migliori prestazioni a texture singola e supporto adeguato degli shader DirectX 8. Tuttavia, il 9000 non è stato in grado di rompere la presa radicata dell'MX440 sul mercato OEM. La risposta finale di Nvidia alla Radeon 9000 è stata la GeForce FX 5200, ma nonostante le funzionalità DirectX 9 della 5200 non ha avuto un aumento significativo delle prestazioni rispetto all'MX440 anche nei giochi DirectX 7.0. Ciò ha mantenuto l'MX440 in produzione mentre la 5200 è stato interrotto.
La GeForce4 Go derivava dalla linea MX e fu annunciata insieme al resto della linea GeForce4 all'inizio del 2002. C'erano il 420 Go, il 440 Go e il 460 Go. Tuttavia, ATI li aveva battuti sul mercato con la Mobility Radeon 7500 dalle prestazioni simili, e successivamente la Mobility Radeon 9000 compatibile con DirectX 8.0.Nonostante il nome, la 4200 Go, prodotto di breve durata, non fa parte di questa linea, è stato invece derivato dalla linea Ti
Come la serie Ti, anche la MX è stata aggiornata alla fine del 2002 per supportare AGP 8x con il core NV18. I due nuovi modelli erano l'MX440-8X, che aveva un clock leggermente più veloce dell'MX440 originale, e l'MX440SE, che aveva un bus di memoria più stretto, ed era inteso come una sorta di sostituto dell'MX420. L'MX460, che a questo punto era stato interrotto, non fu mai sostituito. Un'altra variante seguì alla fine del 2003 — l'MX 4000, che era una GeForce4 MX440SE con un clock di memoria leggermente superiore.
La linea GeForce4 MX ha ricevuto un terzo e ultimo aggiornamento nel 2004, con il PCX 4300, che era funzionalmente equivalente all'MX 4000 ma con supporto per PCI Express. Nonostante il suo nuovo nome in codice (NV19), il PCX 4300 era in realtà semplicemente un core NV18 con un chip BR02 che collegava l'interfaccia AGP nativa dell'NV18 con il bus PCI-Express.